# Гогліна
Го́гліна (рос. Гоглина) — присілок у складі Армізонського району Тюменської області, Росія.
Населення — 28 осіб (2010, 30 у 2002).
Національний склад станом на 2002 рік:
- росіяни — 90 %